# Sten Konow
Sten Konow,  född den 17 april 1867 i Søndre Aurdal i Valdres, död den 29 juni 1948, var en norsk orientalist, sonson till Carl Konow, bror till Karl Konow.
Konow blev filologie kandidat 1891, studerade sedan indisk filologi och tog 1893 doktorsgraden i Halle. Han var några år anställd vid kungliga biblioteket i Berlin, återvände hem och var universitetsstipendiat i indisk filologi 1896-1899, blev därefter docent och utnämndes 1910 till extra ordinarie professor. Dessförinnan innehade han några år platsen som epigrafiker vid Archeological survey of India och ledde som sådan undersökningar av gamla inskrifter i hela Indien. 
Konow utgav Norsk lommekonversationslexikon (1890-1891), Das Sama-mdhanabrahmana. Ein allindisches Handbuch der Zauberei (1893), vartill kommer avhandlingar i Zeitschrift der deutschen morgenländischen Gesellschaft, i Kristiania videnskabsselskabs skrifter, Journal of the Royal asiatic society, Indian antiquary och Epigraphia indica, varav han redigerade band 9 från och med häfte 4 samt band 10 häfte 1. 
Dessutom utgav Konow Rajacekharas Karpuramanjari (ett drama på prakrit) i "Harvard Oriental series" och i 4 band av "Linguistic survey of India" behandlat ett antal indiska språk, från de tibetanska dialekterna till de dravidiska. Jämte K. Fischer redigerade han 1898–1899 tidskriften "Ringeren" och utgav det officiella verket om Norge till Parisutställningen 1900.